# Эрик Браден
Ганс-Йорг Гудегаст (нем. Hans-Jörg Gudegast; род. 3 апреля 1941) — немецкий и американский актёр кино и телевидения, лауреат дневной премии «Эмми». Известность получил за роль Виктора Ньюмана в мыльной опере «Молодые и дерзкие».

## Биография
Ганс-Йорг Гудегаст родился в Бреденбеке, Германия. В 1959 году его семья иммигрировала в США. В Мизуле будущий актёр окончил Монтанский университет.

### Карьера
В начале карьеры Гудегаст появлялся в основном в эпизодах телесериалов, таких как «Час расплаты», «Крысиный патруль», «Вертикальный взлёт». Американский букинг-агент Лью Вассерман посоветовал актёру взять сценический псевдоним, поскольку из-за своего немецкого имени главную роль в фильмах он рискует никогда не получить. После раздумий Ганс Гудегаст стал Эриком Браденом. В 1971 году актёр исполнил роль доктора Отто Хасслина в фильме «Бегство с планеты обезьян» режиссёра Дона Тейлора. В течение 1970-х Браден был приглашённым актёром в таких шоу, как «Человек на шесть миллионов долларов», «Шоу Мэри Тайлер Мур» и «Дымок из ствола». В 1977 году Эрик Браден сыграл Бруно фон Стикля в фильме «Ограбление в Монте-Карло».
В 1980 году актёру предложили роль магната Виктора Ньюмана в мыльной опере «Молодые и дерзкие». Первоначально планировалось, что персонаж Брадена будет временным, однако он настолько полюбился зрителям, что контракт с актёром продлили. В 1998 году за эту роль Браден получил дневную премию «Эмми». В 1997 году он сыграл Джона Джекоба Астора IV в фильме «Титаник».
В 2007 году актёр получил звезду на Голливудской «Аллее славы».
В 2008 году Браден снялся в независимом фильме «Человек, который вернулся» режиссёра Глена Питра. В октябре 2009 года в одном из интервью актёр заявил, что решил покинуть «Молодые и дерзкие», но после переговоров со студией контракт был продлён.

### Награды и номинации
| Год  | Награда                | Категория                                   | Работа            | Результат |
| ---- | ---------------------- | ------------------------------------------- | ----------------- | --------- |
| 1987 | Дневная премия «Эмми»  | Лучшая мужская роль в драматическом сериале | Молодые и дерзкие | Номинация |
| 1990 | Дневная премия «Эмми»  | Лучшая мужская роль в драматическом сериале | Молодые и дерзкие | Номинация |
| 1992 | People’s Choice Awards | Любимый драматический актёр ТВ              | Молодые и дерзкие | Победа    |
| 1996 | Дневная премия «Эмми»  | Лучшая мужская роль в драматическом сериале | Молодые и дерзкие | Номинация |
| 1997 | Дневная премия «Эмми»  | Лучшая мужская роль в драматическом сериале | Молодые и дерзкие | Номинация |
| 1998 | Дневная премия «Эмми»  | Лучшая мужская роль в драматическом сериале | Молодые и дерзкие | Победа    |
| 1999 | Дневная премия «Эмми»  | Лучшая мужская роль в драматическом сериале | Молодые и дерзкие | Номинация |
| 2000 | Дневная премия «Эмми»  | Лучшая мужская роль в драматическом сериале | Молодые и дерзкие | Номинация |
| 2004 | Дневная премия «Эмми»  | Лучшая мужская роль в драматическом сериале | Молодые и дерзкие | Номинация |